# Ricardo Asqueta
Ricardo Asqueta, vollständiger Name José Ricardo Asqueta Vera, (* 9. Januar 1987 in Montevideo) ist ein uruguayischer Fußballspieler.

## Karriere
Der 1,71 Meter große Defensivakteur Asqueta gehörte von der Clausura 2009 bis Mitte September 2013 dem Kader des in diesem Zeitraum zwischen den beiden höchsten Spielklassen Uruguays pendelnden Club Atlético Bella Vista an. In den Erstligaspielzeiten 2010/11, 2011/12 und 2012/13 absolvierte er dort 16, 5 und 2 (somit insgesamt 23) Partien in der Primera División. Ein Tor erzielte er nicht. Überdies kam er zweimal (kein Tor) in der Copa Sudamericana zum Einsatz. Sodann wechselte er zum Zweitligisten Boston River, für den er in der Saison 2013/14 16-mal in der Segunda División auflief und zwei Treffer erzielte. Im August 2014 schloss er sich dem Zweitligakonkurrenten Canadian Soccer Club an. In der Saison 2014/15 wurde er bei den Montevideanern zehnmal (kein Tor) in der zweithöchsten uruguayischen Spielklasse eingesetzt. Danach spielte er nicht mehr in den höheren Ligen.